# Guldbjörnmaki
Guldbjörnmaki (Arctocebus aureus) är en art i däggdjursordningen primater av familjen lorier. 

## Kännetecken
Guldbjörnmakin väger mellan 266 och 465 gram och har en kort svans, ett förkortat pekfinger och en speciellt utformad klo på varje fot som den använder till att putsa sin päls med. Pälsen på djurets rygg har en rödbrun nyans, ofta beskriven som guldröd, och på detta anspelar såväl artens vetenskapliga namn som dess trivialnamn. På magen är pälsen något mörkare och djuret har också en vit teckning i ansiktet.

## Utbredning
Guldbjörnmakin är en av två arter i sitt släkte som båda återfinns i Afrika. Guldbjörnmakin lever i regnskog och i delvis uppodlade områden i Kamerun, Kongo-Brazzaville, Kongo-Kinshasa, Ekvatorialguinea och Gabon.

## Levnadssätt
Guldbjörnmakin är nattaktiv och tillbringar sin mesta tid uppe i träden på omkring 5 till 15 meters höjd. Dess diet består främst av insekter, särskilt larver, men den äter också en del frukter. Guldbjörnmakin samlar oftast föda ensam, men en hanes revir överlappas vanligen av flera honors. Sociala band mellan hane och hona skapas genom ömsesidig putsning och ljud. Om honan är parningsvillig föds efter ungefär 131 till 134 dagars dräktighet en enda unge, vilken genast kan klänga sig fast i moderns päls.